# نموذج الاستمرارية النفسية
يعد نموذج الاستمرارية النفسية (بي سي إم) إطارًا لتنظيم المؤلفات السابقة من مختلف التخصصات الأكاديمية لشرح سلوك المستهلك في الرياضة الأحداث. يقترح الإطار أربع مراحل -الدراية والانجذاب والتعلق والولاء- لوصف كيفية تطور المشاركة في الرياضة والأحداث تدريجيًا مع السلوكيات المقابلة (مثل اللعب والمشاهدة والشراء). يستخدم نموذج الاستمرارية النفسية إطارًا أفقيًا لتوصيف الروابط النفسية المختلفة التي يشكلها الأفراد مع الأشياء لشرح دور تكوين المواقف والتغيير الذي يوجه السلوكيات عبر مجموعة متنوعة من الأنشطة الاستهلاكية. وهو يشرح كيفية سلوك المستهلك في الرياضة والأحداث وسببه، ويناقش كيف تؤثر العوامل الشخصية والنفسية والبيئية على مجموعة واسعة من أنشطة الاستهلاكية الرياضية. 

## الإطار
يوضح الشكل المراحل الأربع لنموذج الاستمرارية النفسية - الدراية والانجذاب والتعلق والولاء. توجد عملية صنع قرار أفقية في كل مرحلة. تؤثر المدخلات (الأسهم الخضراء) على المعالجة الداخلية (المربعات الزرقاء) التي تنشئ المخرجات (الأسهم الصفراء). تظهر النتائج في أربع مراحل مختلفة من نموذج الاستمرارية النفسية (المربعات الرمادية). تعتمد عملية صنع القرار الفريدة على مستوى مشاركة المستهلك في الرياضة /الفريق /الأحداث. يظهر التسلسل التالي في كل مرحلة:
المدخلات -> المعالجة الداخلية <--> الإخراج
ينص إطار عمل نموذج الاستمرارية النفسية على أن الأفراد يتقدمون صعودًا، من خلال معالجة المدخلات الداخلية والخارجية، على طول مراحل الربط النفسي الأربعة. يكون التقييم العام لشيء ما في مرحلة محددة هو نتاج معالجة العوامل الشخصية والنفسية والبيئية. 

## المراحل

### الدراية
ترمز الدراية إلى الفكرة التي تتكون عندما يعلم الفرد لأول مرة بوجود رياضة أو حدث أو فريق معين. في هذه المرحلة، لا يشكل الفرد ميلًا أو تفضيلًا. يُشير نموذج الاستمرارية النفسية إلى أن الدراية بالرياضة والفرق والأحداث تنشأ من التوجيهات الرسمية وغير الرسمية، مثل الآباء والأصدقاء والمدرسة ووسائل الإعلام. في معظم الحالات، تبدأ الدراية أثناء الطفولة، ولكن يمكن أيضًا أن تنشأ من عوامل اجتماعية أخرى. تعتبر القيمة المسندة إلى الرياضة والحدث المحددين من منظور مجتمعي، مهمة في مرحلة الدراية. يجسد مثال أنا أعرف كرة القدم وأعرف نادي ليفربول مربع مرحلة الدراية.

### الانجذاب
في مرحلة الانجذاب، يكون للفرد رياضة أو حدث أو فريق أو هواية ترفيهية مفضلة. يعتمد الانجذاب على عدد من الدوافع الخارجية والداخلية. بمعنى آخر، توفر الرياضة أو الحدث أو الهواية الترفيهة الفرصة لتلبية الاحتياجات والحصول على الفوائد. تنشأ الدوافع من مجموعة من العوامل الشخصية والنفسية والبيئية. تخلق معالجة الانجذاب نتائج من التأثيرات الإيجابية والنوايا، بالإضافة إلى الانخراط في سلوك المستهلك المرتبط بالرياضة والحدث. يجسد مثال أحب كرة القدم وأحب نادي ليفربول مربع مرحلة الجذب.

### التعلق
في مرحلة التعلق، يتم تبني الفوائد والهدف الرياضي من خلال اكتساب معنى عاطفي ووظيفي ورمزي جماعي. تصبح العلاقة النفسية تجاه هواية الرياضة أو الحدث أو الفريق أو الترفيه في النفس أكثر قوة. وتصبح العمليات الداخلية أكثر أهمية ويتناقص تأثير العوامل الاجتماعية. ومن الأمثلة على مرحلة التعلق هي أنا لاعب كرة قدم أو أنا من مشجعي ليفربول.

### الولاء
مع استمرار معالجة التعلق، يصبح المعنى الجماعي الداخلي أكثر ديمومة من حيث المثابرة والمقاومة ويكون له تأثير أكبر على الأنشطة والسلوك. يلاحظ هذا من خلال مثال أعيش من أجل كرة القدم وأعيش لصالح نادي ليفربول في مرحلة الولاء.